# Lawina błotna w Oso
Lawina błotna w Oso – lawina błotna, która zeszła 22 marca 2014 na wieś Oso w stanie Waszyngton. W katastrofie zginęły 43 osoby, a miejscowość została całkowicie zniszczona.